# Голота Володимир Васильович
Володи́мир Васи́льович Голо́та (5 липня 1939, с. Лажева Старокостянтинівського району Хмельницької області — 18 лютого 1996, Одеса) — український режисер і театрознавець. Кандидат мистецтвознавства (1988).
Працював в Одеському українському музично-драматичному театрі. Серед постановок — «Твій берег», «Отак загинув Гуска». Автор праці «Театральна Одеса».

## Біографія
Володимир Голота народився 5 липня 1939 року в селі Лажева Старокостянтинівського району в сім'ї вчителів. Пішов до першого класу семирічної школи в рідному селі. Оскільки батьків перевели на роботу до Старокостянтинова, далі навчався там у середній школі № 6.
Закінчив два вищі навчальні заклади: 1960 року — філологічний факультет Рівненського державного педагогічного інституту (тепер Рівненський гуманітарний університет), 1969 року — режисерський відділ Київського державного інституту театрального мистецтва імені Івана Карпенка-Карого (нині Київський національний університет театру, кіно і телебачення імені Івана Карпенка-Карого).
У проміжку між навчанням Володимир працював актором у Рівному, Ужгороді та Хмельницькому: відповідно в Рівненському, Закарпатському українському і Хмельницькому обласних театрах. Уже тоді він почав друкувати в обласних газетах статті з історії українського театру, створювати творчі портрети провідних акторів цих обласних центрів.
До Одеси Володимир Голота поїхав готувати в обласному українському музично-драматичному театрі дипломну виставку «Максим Перепелиця» Івана Стаднюка. Після неї його запросили сюди на постійну роботу черговим режисером.
У театрі Володимир Голота поставив п'єси «Стара мансарда» Ю. Усиченка (1970 рік), «Марія» (1971 рік), але головною подією стало перше сценічне втілення сатиричної комедії донедавна ще забороненого драматурга Миколи Куліша «Отак загинув Гуска» (1971 рік).
Восени 1971 року Голоті оголосили догану за непогоджену з керівництвом театру радіопередачу уривків з вистави «Марія». Згодом йому поставили у провину самовільний виступ у пресі з питань роботи театру, а також непогоджену з керівництвом театру творчу зустріч колективу з першим художнім керівником театру імені Революції, заслуженим артистом УРСР, доцентом Харківського інституту культури Марком Терещенком (який для партійного керівництва Одеси був персоною нон грата, оскільки перебував під час війни на окупованій території, причому навіть не в Одесі, а в Харкові). До цього додали ще поїздку восени 1972 року до Болгарії з колективом народного театру Одеського трамвайно-тролейбусного управління без характеристики з основного місця роботи, тобто з театру. Нарешті, причепилися до самовільного виклику театрального художника з Харкова для дооформлення вистави «Дороги, які ми вибираємо» Миколи Зарудного, над якою саме працював Голота. Тож було заведено «персональну справу комуніста Голоти». Внаслідок цього режисера спочатку усунунули від фактично завершеної роботи, а навесні 1973 року звільнили з посади «за порушення трудової дисципліни та прогули».
Такі звинувачення пред'являлися усім дисидентам, яких звільняли з посад, щоб, не дай Боже, не прозвучала ідеологічна причина. То був час розгулу В.Щербицького і В.Маланчука, «полювання на відьом» серед української інтелігенції, і В.Голота з яскраво виявленим, як для тогочасних обставин, національно-патріотичним обличчям потрапляє під ідеологічний прес. Єдине, чим допомогла йому «рідна партія» — це влаштування для здобуття шматка хліба режисером згаданого вище театру при клубі ОТТУ. Лише через два роки його повернули до театру, але тільки на посаду завідувача літературної частини. Ще через два роки перевели на посаду редактора літературно-драматичної редакції Одеської студії телебачення. Оскільки Голота став тихим і лояльним до керівництва, то з 1981 до 1988 року він був навіть на керівній посаді — головним режисером на Одеському телебаченні, потім, уже за т. зв. перебудови, його там усе ж таки «з'їли», перевівши на посаду режисера молодіжної редакції, бо він заманіфестував свою участь у національно-демократичному русі, вступивши до «Південної громади» в Одесі. А ще згодом, коли виникла кафедра українознавства в Одеському університеті, Голота стає у 1990 році її викладачем на погодинних засадах. Це було йому з руки, бо ж у 1988 році він захистив дисертацію на здобуття наукового ступеню кандидата мистецтвознавства. Для науково-педагогічної роботи йому придався величезний досвід театрального рецензента й дослідника — історика українського театру: з 1970 до 1990 року на сторінках одеської, а часом і республіканської преси він надрукував понад двісті статей. В основному це рецензії на гастролі заїжджих до Одеси двадцяти п‘яти російських театральних колективів (з Москви, Ленінграда, Тули, Горького, Воронежа, Куйбишева, Волгограда, Краснодара, Свердловська, Новосибірська, Калініграда, Ставрополя, Ростова-на-Дону, Кишинева, Гомеля, Донецька) і одного білоруського (ім. Янки Купали з Мінська), а також двох українських (Львівського ім. М.Заньковецької, Київського ім. І.Франка; інших українських театрів тоді до Одеси не посилали). З одеських театрів найчастіше потрапляв під рецензійну увагу В.Голоти російський театр ім. Іванова, зрідка — театр юного глядача. Рецензувати вистави театру, в якому сам працював або з керівництвом якого деякий час відкрито конфліктував, В.Голоті було не з руки, зате він опублікував творчі портрети ряду провідних акторів українського театру, зокрема Генріха Осташевського, Андрія Крамаренка, Бориса Митрофанова, Миколи Сльозки, Георгія Бабенка та ін., статті до ювілеїв акторів старшої генерації: Катерини Загорянської, Костя Елланського-Блакитного, Леоніда Задніпровського, Григорія Пелашенка, режисера Дмитра Плахтіна та ін. Одеському українському драматичному театрові В.Голота присвятив серію статей у місцевій та республіканській пресі з нагоди 50-річчя театру, а також репрезентативні статті у зв‘язку з гастролями театру в інших містах.
Найактивніше виступав Голота як театральний критик у 1971—1981 рр. У ці ж роки з-під його пера з'являються на сторінках одеських газет й статті історичного характеру: до 100-річчя від дня народження Галини Мещерської (1076 р.), про Лідію Мацієвську (1977 р.), про Юрія Шумського (1979 р.) та ін.
У 80-х роках історична тематика у статтях Голоти починає переважати. Це й не випадково: адже В.Голота у цей час наполегливо працює над одеською пресою 20-30-х років у зв‘язку з темою своєї кандидатської дисертації "Режисерське мистецтво в Одеській держдрамі ім. Революції (1925—1941 рр.). Як людина вольова, Голота на три роки (1984—1987 рр.) припиняє свою рецензентську практику і повністю зосереджується на науковій роботі. І тільки після того, як дисертація була завершена й рекомендована кафедрою театрознавства Київського інституту театрального мистецтва до захисту, Голота 1987 року знову з‘являється на сторінках одеської і республіканської преси, однак уже не з систематичними рецензіями на вистави і оглядами гастрольних виступів окремих театрів, а переважно з історичними розвідками в науково-популярному викладі для газет і журналів. В цей час він наполегливо працює над великою книжкою «Театральна Одеса», про видання якої має майже таємну домовленість з київським видавництвом «Мистецтво». Видана наприкінці 1990 року обсягом 20 обліково-видавничих аркушів, щедро ілюстрована, на крейдяному папері, книжка мала вигляд подарункового видання. Рецензій на неї, можливо, було й небагато. Серед них Олега Губара в газеті «Вечерняя Одесса» від 28 березня 1991 року під назвою «Театральная летопись Одессы».
Ще 1986 року лікарі діагностували йому страшну хворобу крові, одверто попередили його, що залишилось йому жити при сучасному лікуванні якихось сім років і за цей час він має зробити все, що у житті запланував. У його плани входило видання цієї книжки. І він поспішав, побоюючись запопадливих рецензентів, які могли б висловити такі зауваження, які унеможливили б її вихід найближчим часом, а ще особливо, якби цим виданням зацікавився Одеський обком партії: адже, що не кажіть, не якась стаття в газеті, а ціла книжка про театральну історію обласного центру.
На щастя, часи уже змінилися, йшов процес так званої перебудови, а отже й певної лібералізації в суспільстві, і це якоюсь мірою зумовило оту розкутість, вільність викладу, які помітив рецензент. Навіть з тими огріхами, які, на жаль, мають місце в книзі, вона є вагомим внеском в наше театрознавство. Якби ми мали такі нариси про театральне життя інших наших важливих театральних центрів, як Київ, Харків, Полтава, Катеринослав-Дніпропетровськ, Львів, Чернівці та ін.! Сподіваймося!
Проголошення незалежності України 1991 року Голота сприймає з величезним ентузіазмом, про що свідчать записи в його щоденнику. Нова історична реальність окрилила В.Голоту — театрознавця. Як з рога достатку, висипає він на шпальти одеської преси серію статей, у яких виявляє новий погляд на давні речі, — скинувши шори самоцензури, неупередженим оком озирає давні явища українського театрального процесу 20-30-х років.
Першою ластівкою тут був своєрідний триптих «Одеські автографи Леся Курбаса» (І. Молодий тепер в Одесі; 2. Філія «Березоля»; 3. Гастролі і відпочинок березільців), опублікований в «Чорноморських новинах» у жовтні 1991 року. Хоч ще раніше Голоті довелося опублікувати в збірнику «Театральна культура» статтю про так звану шосту майстерню «Березоля» в Одесі, але тепер він подає висвітлення цього явища без ідеологічних упереджень.
Голота першим у нашому пострадянському театрознавстві об‘єктивно оцінив діяльність Українського Національного Театру в Києві 1917—1918 років («Перший національний театр», — Чорноморські новини. — 1994. — 26 січня). До 140-річчя від дня народження М.Заньковецької друкує статтю «М.Заньковецька і Одеса» (Чорноморські новини. — 1994. — 24 серпня), до 100-річчя від дня народження В.Василька — спогади «Три уроки майстра» (Чорноморські новини. — 1998. — 6 квітня). В.Голота висвітлив невідому досі реформаторську діяльність в Одесі режисерів Бориса Глаголіна (Вечерняя Одесса. — 1993. — 29 июня) та Ігоря Терентьєва (Вечерняя Одесса. — 1994. — 17 декабря).
Та найбільше уваги приділив Голота Одеському державному українському драматичному театрові. Чи не вперше він друкує рецензії на нові вистави цього театру: «Сто тисяч» (Чорноморські новини. — 1992. — 9 січня), «Мартин Боруля» (Чорноморські новини. — 1992. — 18 квітня), на прем‘єру «Маклени Граси» М.Куліша (Чорноморські новини. — 1994. — 6 липня). До завершення сезону в цьому театрі у 1993 році друкує аналітичний огляд «Потрібен патріотичний порив» (Чорноморські новини. — 1993. — 24 червня), в якому висловлює свою тривогу за кризовий стан цього театру. Ось кілька думок з цієї гостро-публіцистичної статті: «Отже, проблем у театру безліч, але поки він є єдиним представником української культури у місті, то відповідно підвищуються і вимоги до нього, і запити, і надії. Ось чому мова йде не про згортання роботи по всьому фронту, як це робить адміністрація театру, здаючи в оренду будівлю різним шаманам і релігійним проповідникам, а про розширення своєї культурної діяльності… Нагадуємо про традиції, які в українському театрі, здається, стали забувати, а також про тих, хто ті традиції задушив у післявоєнні роки, проводячи політику витіснення всього українського із так званого інтернаціонального міста, в якому мали жити штучні радянські гомункулуси без національних ознак». «Але формальне здійснення цих культурно-будівничих акцій не зможе забезпечити успіху справі, — каже Голота. — Не обійтися без зацікавленого ставлення до культурних надбань. Потрібен громадянський, патріотичний порив, усвідомлення національного обов'язку. Поки що цього усвідомлення театр не має. Складається враження, що чужі люди просто мають заробіток на українській культурі, не відчуваючи до неї ні любові, ні органічного національного потягу. Театр залишився у роки боротьби за українську державність і мистецтво осторонь тих гострих політичних процесів, що проходили в Україні взагалі і в Одесі зокрема. І не дивно, що не має він підтримки з боку національних сил». «Необхідно повернути до українського театру мову, навчитись нею вести репетиції, розмовляти, мислити. Актор має бути носієм культури мислення, а не перекладачем, маріонеткою, випадковим заробітчанином […] Театр, в якому мова народу ігнорується, вважається чимось другорядним, не має права бути виразником національної культури. Це повинні знати всі — від вахтера до художнього керівника».
Зацікавленість Голоти справами театру, якому він сам присвятив частину свого творчого життя, виявилось і в тому, що з нагоди 70-річчя цього творчого колективу учений 1995 року надрукував серію статей на сторінках «Чорноморських новин» і «Вечерней Одессы», в яких з новим поглядом висвітлив основні етапи розвитку цього колись прославленого театру. Три драматичні фігури виділив Голота в цій історії: Марко Терещенко, Іван Юхименко та Василь Василько.
Під час роботи над книжкою «Театральная Одесса» Голота пересвідчився, який величезний масив фактажу заліг на сторінках одеської періодичної преси дореволюційного періоду про виступи мандрівних українських театральних труп в Одесі. Тому відразу після виходу книжки Голота заходився дозбирувати фактаж, щоб написати нову велику працю «Український театр в Одесі XIX-ХХ століття». В листі до Ростислава Пилипчука від 19 квітня 1995 року Голота просив поради: «Скажіть, будь ласка, чи не могла б ця тема у випадку публікації стати докторською дисертацією? І чи є в Києві стаціонарно докторантура? Мені б з рік самостійної праці, маючи хоч яку-небудь державну дотацію на прожиття». Через кілька місяців 26 серпня 1995 року він знову пише про це: «Зараз активно візьмусь за книжку і за працю над майбутньою дисертацією. Робитиму це тихо, без реклами». Голота добре знав свою приреченість через невиліковність тяжкої хвороби. Про це він сказав Пилипчуку ще за кілька років до своєї передчасної смерті.
Не минуло кількох місяців, як черговий прояв хвороби виявився загрозливим для його життя. Ось що написав Володимир Васильович в листі до Ростислава Пилипчука від 25 грудня 1995 року: «З великими труднощами я пробиваюсь до нормального фізичного стану, але хвороба таки добряче вимотала мене. Бо сили вистачає дійти до кабінету і сісти за стіл. […] Цього разу відтягнули вирок. І нікуди я від нього не втечу. Мій термін вийшов: професор сказав, що при цій хворобі живуть 8-10 років. Я прожив 8, — і час наступає. Та й професор прибавив, бо […] у 1986 році, коли я захворів, просто і суворо прорік: сім років, не більше, тому, Володимире Васильовичу, поспішайте з усіма справами, які маєте на цій грішній землі. Отож з 1986 року я поспішав, але не надавав значення хворобі, не берігся…» Не минуло й трьох місяців, як Володимира Васильовича Голоти на стало: він помер 18 лютого 1996 року.